# 佩列赫列斯季夫卡 (羅姆內區)
50°40′41″N 33°35′36″E / 50.67806°N 33.59333°E
佩雷赫雷斯蒂夫卡（烏克蘭語：Перехрестівка）是位於烏克蘭東北部的村莊，由蘇梅州羅姆內區的羅姆內市鎮負責管轄。該村分別距離奧列克西伊夫卡0.5公里和羅姆內6公里，海拔高度137米，2001年人口1,163。